# 153298 Paulmyers
153298 Paulmyers è un asteroide della fascia principale. Scoperto nel 2001, presenta un'orbita caratterizzata da un semiasse maggiore pari a 3,1794985 UA e da un'eccentricità di 0,1452724, inclinata di 5,13839° rispetto all'eclittica.
L'asteroide è dedicato a Paul Myers, professore di biologia all'Università del Minnesota.